# Giedi Prime
A Giedi Prime a Harkonnen-ház bolygója a képzeletbeli Dűne univerzumban.

## Története
A bolygóra rányomta bélyegét a Harkonnen-uralom. A valaha virágzó bolygóból nem maradt más, csak egy nagy, sivár pusztaság. A legfontosabb hely egy félsziget, amely belenyúlik a Hollók tengerébe. Itt van a főváros is: Harko, továbbá a másik két város: Dmitri és Barony. Van egy űrkikötő is, Harkótól nem messze. Van egy olajraktár, amely majdnem olyan nagy, mint a főváros. Van 6 rabszolga-bánya, 3 rabszolga-kőfejtő, 3 fémfeldolgozó és 36 gyár.
A bolygón van egy sziget, amelyet a Siralom szigetének neveznek. Ezt a szigetet a Harkonnen-tenger választja el a fővárostól.
A Siralom szigetétől keletre van még egy félsziget. Itt nincs egy város sem, viszont van 3 rabszolgaverem, és további 25 gyár. Van még 3 "ősi település"-nek nevezett terület, amelyben barbár törzsek élnek.
Van még egy sziget a bolygón, a Gladiátorsziget: ide hozzák kiképzésre a gladiátorokat.
II.Letó halálát követő Ínséges időkben és a Szétszóródásban a bolygót átnevezik Gammura. Illetve a bolygón szereplő városokra is ez a sors vár. Erre a legjobb példa a Barony nevű település amit Ysai-ra keresztelnek át. A sokadik Duncan Idaho-gholát ideküldi a Bene Gesserit rend, hogy Miles Teg a tudatára ébressze a gholát. A műveletet sikerrel hajtja végre Miles Teg Lucilla nevű Bene Gesserit-nővér előtt, egy elhagyatott Harkonnen nem-gömbben. Viszont ez a nem-gömböt nem sokkal később el kell hagynia a hármasnak, lévén hogy a Bene Tleilax és a Tisztelet Matrónái támadást intéznek ellenük. A szabadba kiérve, megkísérli a hármas a menekülést, de nem jutnak messzire. Miles Teget elkapják, Lucilláékat pedig a Bene Gesserit rend kimenekíti a bolygóról. Innen kerülnek át az Arrakisra
.